# 亞洲獅
亞洲獅（學名：Panthera leo leo）或稱印度獅，狮子的一個亞種，又名“波斯亞種”，是亞洲僅次於老虎之後第二大的貓科動物，原廣泛分布在從地中海東岸到印度北部的廣大地區，大部分野生種群已经滅絕，僅在印度古吉拉特邦的吉爾保護區内有少量分布。
亞洲獅現今在野外的族群只生活在印度西部古吉拉特邦的吉爾森林國家公園，根據2025年5月發布的調查，族群數量有891隻。历史上牠們的分佈地囊括了从高加索至也門及由希臘的馬其頓經伊朗、阿富汗及巴基斯坦至印度及孟加拉邊境的大片区域。
值得注意的是，原分布在亚洲的狮子亚种还有印度亚种（学名：Panthera leo goojratensis），主要分布在印度南部，已灭绝。2017年，國際自然保護聯盟貓科動物專家小組（Cat Specialist Group, CSG）的貓科分類小組（Cat Classification Taskforce）基於基因研究成果亞洲獅和巴巴里獅形態學和分子遺傳學上的相似性，將亞洲獅歸入Panthera leo leo。但有些科學家繼續使用舊學名，Panthera leo persica。

## 特徵及行為
亞洲獅的毛皮較其非洲近親蓬鬆，尾巴端的穗及肘上的毛髮較長。雄獅及雌獅的腹部都有明顯摺疊的皮膚。亞洲獅是所有獅子亞種中最細小的，雄獅重160-190公斤，雌獅重110-120公斤。科學紀錄上最長的雄獅長292厘米，肩高最高達107厘米。最大被獵殺的雄獅則長3米。
亞洲獅是高度群居的動物。亞洲獅群較非洲獅群細小，平均只有兩隻雌獅。雄性亞洲獅較少群居，只會在交配或獵食大型動物時，才會與獅群聯繫。有指獅群的大小可能是與獵物的體型有關，亞洲獅所處理的獵物較非洲的細小，而獅子的數量亦不用太多。亞洲獅的獵物主要是水鹿、花鹿、藍牛羚、印度瞪羚、野豬及家畜。牠們還能捕食沼澤鱷。

## 保育狀況
根據2025年5月發布的調查，保護區邊界外的地區約有500隻獅子，印度的吉爾森林國家公園約有400隻亞洲獅，生活在1412平方公里的叢林及遼闊的落葉林。於1907年獲得全面保護時，牠們估計就只有13隻存活。到了1936年，第一次替吉爾森林國家公園內的亞洲獅進行統計，牠們就有234隻存活。
孟加拉虎曾与亚洲狮一起生活在印度，印度人却更崇拜亚洲狮,由于过度猎杀和开发环境,而现在亚洲狮却退居西南一隅。亞洲獵豹喜歡棲息在遼闊的草原，而亞洲獅則喜歡棲息在茂密的森林。由於人類人口的暴漲，使得牠們的棲息地不斷減少，且成為當地及英國殖民者的獵殺對象。

### 近親繁殖
野外的亞洲獅群估計約有900隻，相信是源自13隻存活的亞洲獅，故很有可能是高度的近親繁殖。很多研究都指近親繁殖會出現較弱的免疫系統及不育的精子。早期的研究指亞洲獅的遺傳指紋分析就像是一對雙胞胎，使牠們很易染病及有70-80%的精子瓦解，若再進行近親繁殖，則會導致不育。後來的研究指亞洲獅低的遺傳變異性可能是牠們原有的特質，而非源自近親繁殖。原因是牠們的免疫分型與虎的很接近，且精子沒有異樣。不過這項研究是使用不適合群族遺傳研究的隨機擴增多態性DNA技術，故其結果受到質疑。
1900年代的13隻亞洲獅的數量有指是不準確的，目的是要誇大問題來遏止獵殺。一些當時的統計指亞洲獅的數量應該接近100隻。獵殺獅子是當時英國殖民者及印度皇室的歡迎的活動，在印度的其他獅子亞種都因此而滅絕。

### 威脅
亞洲獅由於會襲擊家畜，故經常被毒殺。農民為了灌溉而挖掘的水井，也會令亞洲獅失足而溺斃。位於吉爾森林國家公園周邊的農民經常使用非法電網，避免藍牛羚來吃農作物，但也會殺死亞洲獅。
在吉爾森林國家公園附近的瑪爾德哈里牧民雖然是素食者，並不會獵殺亞洲獅作為食物。不過他們平均每家飼有50隻牛，令當地過份放牧。這種破壞令亞洲獅的獵物失去棲息地，牠們於是轉向攻擊牛群或人類。這些牧民現已遷離吉爾森林國家公園。
其他的威脅包括洪水、火災及傳染病。牠們有限的棲息地令牠們更易受到威脅。

## 歷史
亞洲獅曾分佈在歐洲。阿里士多德及希羅多德都指巴爾幹半島有獅子出沒。於前480年，波斯王澤克西斯一世曾進駐馬其頓，有幾隻駱駝被獅子殺死。約於80年至100年，獅子已從希臘的邊境消失。這些歐洲的獅子有可能是亞洲獅的一群，或是另一個亞種的歐洲獅，或是穴狮的餘種。
於1968年，在北非發現了巴巴里獅的頭顱骨。這些骨顱骨與好望角獅子、亞洲獅及非洲獅子的頭顱骨有相同的特徵。故此，估計北非及亞洲的獅子有著很親密的關係，而已滅絕的歐洲獅可能就是這條失落的關連。一些巴巴里獅可能是與北非的亞洲獅交配後，混種產下較大或較細小的獅子。

## 外部連結
- Asiatic Lion Information Centre
- Asiatic Lion Protection Society (ALPS)（页面存档备份，存于）
- ARKive
- Animal Diversity Web（页面存档备份，存于）
- Vanishing Herds Foundation (VHF), India
- 亞洲獅的映片 （页面存档备份，存于）